# ブロイラーおやじFX
『ブロイラーおやじFX』（ブロイラーおやじエフエックス）は、桜玉吉による日本のギャグ漫画作品。単行本は全1巻。

## 概要
担当は、当時『グランドチャンピオン』の編集者だった奥村勝彦。『漫玉日記』シリーズ以前に発表され、『しあわせのかたち』に始まり多くの漫画に登場する奥村が、初めて桜玉吉と直接関わることになった作品。
全編に渡って下品なギャグが展開されており、デフォルメの利いた絵柄ながら、性的な表現が非常に多い事が特徴。
描き下ろしとして「ブロイラーおやじ4コマFX（裸）」（2ページ）と、あとがき日記漫画「ブロイラーおやじFX連載の楽しい思い出」（5ページ）が収録されている。

## 登場人物
ブロイラトメヲ
主人公。背広姿でトサカ頭（写実的絵柄の時はモヒカン）の中年男性。
常に陰茎が勃起しており、道行く女性に交際を申し込んではトラブルを巻き起こしている。
連載後期では陰茎そのものが人格を持ち、開始1コマ目から早々にチャックを下ろし、露出するようになる。
自宅は木造の平屋で、不細工な妻と息子との3人暮らし。いかなるときも、玄関の前に立つと勃起が鎮まってしまう。
フルネームが出たのは作中一度きりであり、他のキャラクターからはもっぱら「おやじ」と呼ばれている。
シルビア
主人公の陰茎が人格を持ったもの。
亀頭部分にデフォルメされた動物の顔が描かれているデザインで、喜怒哀楽を示す他、しゃべったり、風邪をひいたりする。
警官
舞台となるトレモロ町の交番に勤務する中年男性。
基本的には職務に忠実で、街中で変態行為を繰り返す主人公を懲らしめる役目だが、連載中盤よりトラブルに巻き込まれるだけの三枚目役になる。
妻には先立たれており、似ても似つかない可愛らしい一人娘と暮らしている。
トキワ教団
貧乏な父娘が日銭を稼ぐために開いている新興宗教。御本尊は理髪店のサインポール。
Vol.4で初登場、再度Vol.18で登場した際には路上で毛玉と静電気の販売を行った。

## 単行本
1. ISBN 4253103774 （1994年4月10日初版）